# Cyperus pandanophyllum
Cyperus pandanophyllum är en halvgräsart som beskrevs av Charles Baron Clarke. Cyperus pandanophyllum ingår i släktet papyrusar, och familjen halvgräs. Inga underarter finns listade i Catalogue of Life.